# Sterzenbach (Reichshof)
Sterzenbach ist eine der 106 Ortschaften der Gemeinde Reichshof im Oberbergischen Kreis im nordrhein-westfälischen Regierungsbezirk Köln in Deutschland.

## Lage und Beschreibung
Der Ort liegt südlich der Wiehltalsperre, die nächstgelegenen Zentren sind Gummersbach (15 km nordwestlich), Köln (64 km westlich) und Siegen (39 km südöstlich).

## Geschichte

### Erstnennung
1467 wurde der Ort das erste Mal urkundlich erwähnt: „Zu den Zeugen bei einem Grenzumgang gehört Pyfer Henne van Stertzenbach aufgeführt.“
Die Schreibweise der Erstnennung war Stertzenbach.
| Bevölkerungsentwicklung | Bevölkerungsentwicklung |
| Jahr                    | Einwohner               |
| ----------------------- | ----------------------- |
| 1946                    | 53                      |
| 1991                    | 139                     |
| 2005                    | 227                     |
| 2006                    | 256                     |
| 2008                    | 266                     |
| 2017                    | 257                     |
| 2018                    | 284                     |
| 2019                    | 262                     |